# Марценюк Ніна Степанівна
Ніна Степанівна Марценюк (10 червня, 1956) — українська художниця, Ніна Марценюк (Кошова), народилася в Києві в родині митців Степана і Марії Кошових. Ніна почала свою мистецьку освіту вже дитиною, і згодом вступила до престижної Республіканської Художньої Школи ім. Тараса Шевченка. По закінченні школи вона продовжила свою освіту і здобула ступень Магістра в Національній академії образотворчого мистецтва і архітектури. Згодом Ніна Марценюк бере активну участь у мистецькому житті Києва і незабаром вступає до Національної спілки художників України. 
Головне зацікавлення мисткині формується швидко, це — магічний світ і вічна краса натюрмортів та пейзажів. ЇЇ вміння — це правильно і точно передати тонкі нюанси реальності і разом з тим створити унікальний художній стиль.
Імпресіоніст.
Олійний живопис, акварелі та малюнки Ніни Марценюк знаходяться в Українському Музеї Сучасного Мистецтва, в приватних збірках та галереях США, Голландії, Ізраїлю та Великої Британії.
Роботи Ніни Марценюк брали участь у Всеукраїнській Триєнале Живопису Київ-2010.
Чоловік: художник Марценюк Володимир Вікторович.